# 近衛秀俊
近衛 秀俊（このえ ひでとし、1921年（大正10年） - 1923年（大正12年）9月1日）は、日本の華族。内閣総理大臣・公爵の近衛文麿の異母弟・近衛秀麿子爵の長男。関東大震災で津波に襲われ死亡している。